# Yoshimi Ozaki
Yoshimi Ozaki (Yamakita, Japón, 1 de julio de 1981) es una atleta japonesa, especialista en la prueba de maratón, con la que ha llegado a ser campeona mundial en 2009.

## Carrera deportiva
En el Mundial de Berlín 2009 gana la medalla de plata en la maratón con un tiempo de 2:25:25, quedando tras la china Xue Bai y por delante de la etíope Aselefech Mergia.